# بالگردگاه شرکت وستوود
بالگردگاه شرکت وستوود  (به انگلیسی: Westwood Corporation Heliport) یک فرودگاه خصوصی است. این فرودگاه در کشور ایالات متحده آمریکا قرار دارد و در ارتفاع ۱۰ متری از سطح دریا واقع شده است.